# Albert Grieder
Albert Grieder (* 3. Januar 1863 in Rünenberg, Kanton Basel-Landschaft; † 12. Januar 1938 in Liestal) war ein Schweizer Politiker (FDP).
Er blieb zeitlebens ledig und studierte Rechtswissenschaften an den Universitäten Basel und Tübingen. 1888 schloss er mit einem Doktorat ab und wurde Obergerichtsschreiber im Kanton Basel-Landschaft. Dieses Amt übergab er 1891 und war bis 1893 Landschreiber. 
Von 1893 bis 1931 war er Regierungsrat und leitete alternierend die Bau-, die Kirchen-, die Polizei-, die Militär- und die Justizdirektion. Achtmal wurde er für ein Jahr zum Regierungspräsidenten gewählt. Von 1912 bis 1919 war er auch Nationalrat.
Im wirtschaftlichen Bereich übte er folgende Mandate aus:
- 1896–1899: Verwaltungsrat bei der Nordostbahn
- 1909–1924 im Zentralvorstand des Schweizerischen Gewerbeverbandes
- 1912–1919: Präsident des Gewerbeverbandes Baselland
- 1912–1938: Verwaltungsrat bei den Schweizerischen Bundesbahnen
- 1912–1938: Verwaltungsrat bei der Waldenburgerbahn

Im Militär war er ein Oberstleutnant und amtierte von 1916 bis 1931 als Armee-Grossrichter.